# هوهنموکر
هوهنموکر (به آلمانی: Hohenmocker) یک شهر در آلمان است که در Mecklenburgische Seenplatte District واقع شده‌است. هوهنموکر ۶۰۸ نفر جمعیت دارد.